# Gunnar Mossberg (musiker)
Alf Gunnar Mossberg, född 15 augusti 1910 i Annedal, Göteborg, död 29 november 1997 i Hyllie församling i  Malmö, var en svensk klarinettist och saxofonist, inom klassisk musik och i början av sin karriär även inom jazz.

## Biografi
Gunnar Mossberg växte upp i Göteborg. I slutet av 1920-talet spelade han saxofon och klarinett till en början i Åke Fagerlunds orkester och medverkade bl.a. på inspelningar från Vita Bandet i Slottsskogen, Göteborg. Från mitten av 1930-talet spelade han i Frank Vernons orkester och spelade både åren före och efter andra världskriget på Svenska Amerika Linjens fartyg. Från 1948 och fram till sin pensionering 1977 var han 1:e klarinettist i Malmösymfonikerna och var även verksam i Kammarmusikföreningen. Därefter fortsatte han att spela  i kyrkosammanhang och i kammarorkestrar. Han var under många år även en mycket uppskattad pedagog vid Malmö Musikhögskola. Mossberg är gravsatt i minneslunden på Fosie kyrkogård.

### Priser och utmärkelser
- 1962 – Malmö kulturstipendiat [10]
- 1975 – Medaljen för tonkonstens främjande